# Walther van den Ende
Walther van den Ende (* 29. Juni 1947 in Brügge) ist ein belgischer Kameramann.
Walther van den Ende absolvierte ein Kamera-Studium an der Brüsseler Filmhochschule RITCS Ende der 1960er Jahre. Seit Anfang der 1970er Jahre ist er als Kameramann tätig, dabei die ersten Jahre noch als Kameraassistent. 
Für seine Arbeit an Toto der Held wurde er 1991 mit dem Europäischen Filmpreis für die beste Kamera ausgezeichnet. Insgesamt wirkte er an über 65 Produktionen mit.

## Filmografie (Auswahl)
- 1984: De Leeuw van Vlaanderen
- 1987: Barbarische Hochzeit (Les Noces Barbares)
- 1988: Maestro (Le maître de musique)
- 1989: Sailors Don’t Cry
- 1991: Toto der Held (Toto le héros)
- 1992: Daens
- 1994: Taxandria
- 1994: Farinelli
- 1996: Am achten Tag (Le huitième jour)
- 1998: Kalmans Geheimnis (Left Luggage)
- 2001: No Man’s Land (Ničija zemlja)
- 2001: Die geheimnisvolle Minusch (Minoes)
- 2003: Weiter als der Mond (Verder dan de maan)
- 2004: 25 Grad im Winter (25 degrés en hiver)
- 2005: Merry Christmas
- 2006: Als der Wind den Sand berührte (Si le vent soulève les sables)
- 2008: The Rainbowmaker
- 2009: L’affaire Farewell
- 2010: Cirkus Columbia
- 2011: Sonny Boy – Eine Liebe in dunkler Zeit (Sonny Boy)
- 2012: The Zigzag Kid (Nono, het Zigzag Kind)